# Thomas Christiansen Tarín
Thomas Christiansen Tarín (Hadsund, Dinamarca, 11 de març de 1973) és un exfutbolista hispanodanès. Va ser internacional amb la selecció espanyola.

## Biografia
Un rodamón del futbol que ha jugat en equips de Dinamarca, Espanya, Grècia i Alemanya. A Espanya és recordat principalment pels inicis de la seva carrera, quan va ser convocat amb 19 anys per a la selecció espanyola absoluta sense haver arribat a debutar en la Primera divisió espanyola i va esdevenir una fugaç estrella del futbol espanyol. Després de moltes vicissituds en la seva carrera futbolística, li va arribar el reconeixement en la part final de la seva carrera, quan el 2003 i militant en el VfL Bochum de la Bundesliga alemanya va assolir el trofeu de màxim golejador del campionat.

### Inicis
Thomas Christiansen va néixer a Dinamarca, fill de pare danès i mare madrilenya. Aquest fet va propiciar que Christiansen tingués doble nacionalitat (danesa i espanyola) i va marcar, en certa forma, la seva carrera futbolística. Va començar jugant en les categories inferiors de diversos equips de l'àrea de la seva Copenhaguen natal, com l'Avedere, Br IF, Hvidovre i B93, on va començar a cridar l'atenció dels representants d'importants equips. En 1991, amb 18 anys és fitxat pel Futbol Club Barcelona. Per aquell temps el nombre de jugadors estrangers que podien jugar en els equips espanyols estava limitat a un màxim de 3 pel que la doble nacionalitat de Christiansen li permetia no ocupar plaça d'estranger. Christiansen va començar la temporada 1991-92 en el Futbol Club Barcelona B equip que es trobava en aquell moment en la Segona divisió.

### Carrera a Espanya
La temporada 1991-92 va jugar 20 partits i va marcar 4 gols en la Segona divisió, on el seu equip va arribar una meritòria 5a plaça. La seva eclosió va arribar en la temporada següent, la 1992-93, quan va quallar excel·lents actuacions en el Barça B i va arribar la internacionalitat absoluta amb Espanya, a pesar d'estar jugant en la Segona divisió. Christiansen va arribar a despertar un gran interès mediàtic a principis de 1993 i es va especular sobre quan tindria un lloc en el primer equip del Futbol Club Barcelona.
Tot i la pressió dels mitjans de comunicació, Johann Cruyff va considerar que Thomas no tenia encara cabuda en el primer equip blaugrana, un equip plagat d'estrelles i que venia de guanyar el doblet Lliga-Copa d'Europa, pel que es va optar per cedir a Christiansen a un equip de la Primera divisió: l'Sporting de Gijón. Christiansen va arribar a Gijón just per a disputar el tram final de la Lliga. Va debutar el 7 de març de 1993 en la Primera divisió espanyola i va arribar a disputar 10 partits en el qual restava de temporada amb els sportinguistes, marcant 4 gols. L'Sporting va acabar la temporada en 13a posició i el paper de Christiansen va ser força bo.
La temporada 1993-94 Cruyff va seguir sense comptar en la primera plantilla a Christiansen, que es va veure obligat a tornar al filial de Segona divisió. Per això va haver d'acceptar una nova cessió hivernal per a tenir minuts en la Primera divisió, aquesta vegada en el Club Atlético Osasuna, on va arribar al desembre, a mitjan temporada. Amb els navarresos va jugar 14 partits i va marcar un sol gol. Osasuna va acabar la temporada en últim lloc i va acabar descendint a la Segona divisió.
En la 1994-95 va ser de nou cedit a un altre equip modest de la Primera divisió espanyola; aquesta vegada al Racing de Santander i per a tota la temporada. Amb el Racing, encara que no va viure el dramàtic desenllaç de la temporada anterior (l'equip va ser 12é), no va ser titular en la davantera de l'equip, totalitzant 15 partits i 1 sol gol. En 1995 retorna per segona vegada al Futbol Club Barcelona B, després de les seves dues últimes cessions en les quals havia tingut un paper més aviat discret. Veient que el jugador no havia progressat tal com s'esperava d'ell, el Futbol Club Barcelona va decidir desprendre-se'n en el mercat hivernal de 1995-96 i el va traspassar al Reial Oviedo. A pesar d'haver pertangut al Futbol Club Barcelona durant 4 temporades i mitja no va arribar a debutar amb aquest equip en partit oficial.
En el Real Oviedo, Christiansen va quallar una bona campanya 1995-96, on solament va jugar a partir de la seva arribada al gener al club totalitzant 16 partits i 5 gols. En la següent temporada, la 1996-97, Christiansen va jugar 31 partits de Lliga, però gairebé tots ells com a suplent i jugant uns pocs minuts. Aquella temporada no va arribar a marcar cap gol. Va començar la temporada 1997-98 de nou amb el Real Oviedo, però va abandonar el club poc després de començar la Lliga, a l'octubre i va fitxar pel Vila-real Club de Futbol de la Segona divisió.
A Vila-real Christiansen va romandre dues temporades. En la primera d'elles, va arribar a l'octubre al club, va jugar 22 partits i va marcar 5 gols, sent un dels artífexs de l'històric primer ascens del Vila-real a la Primera divisió espanyola. En la seva segona temporada, ja en la Primera divisió, va ser suplent de Manuel Alfaro i Gheorghe Craioveanu, jugant 19 partits i marcant un sol gol. El Vila-real va descendir aquella temporada a Segona divisió i això va suposar el comiat de Christensen de la màxima categoria del futbol espanyol. Christiansen va totalitzar 108 partits en la Primera divisió espanyola i 12 gols. Abandona el Vila-real en 1999 i fitxa per un equip de la Segona divisió B, el Terrassa FC. A mitjan temporada abandona el club i fitxa per un equip de la primera divisió grega, el Panionios FC on arriba el gener de 2000 i acaba la temporada.

### Carrera a Alemanya
Després de la seva va passar per la Lliga grega i el seu breu retorn a Dinamarca, on va jugar en el modest Herfølge Boldklub durant mitja campanya, Christiansen va fitxar el 2001 pel VfL Bochum, un modest equip de la 1.Bundesliga. La temporada 2001-02, va viure amb el Bochum el descens de categoria; però a la següent temporada va recuperar la categoria sent una peça fonamental de l'equip al marcar 17 gols.
La temporada 2002-03, Christiansen va viure la més reeixida campanya de la seva vida, en marcar 21 gols en la 1.Bundesliga amb el Bochum, compartint el títol de màxim golejador de la Lliga alemanya amb el brasiler Giovane Elber. A causa d'aquesta excel·lent actuació, al juny de 2003 va ser fitxat per un equip més potent, el Hannover 96 com substitut del davanter Fredi Bobic a canvi de 2,5 milions de €. No obstant això, Christiansen va tenir en les seves campanyes amb el Hannover 96 mala sort amb les lesions, havent de passar per la sala d'operacions per a una operació de turmell en una ocasió i havent-se trencat en dues ocasions la tíbia de la cama dreta.
A causa d'això va anunciar la seva retirada en finalitzar la temporada 2005-06. Com a jugador de la Bundesliga ha disputat 101 partits en la màxima categoria i ha marcat 34 gols.

### Internacional
La doble nacionalitat de Thomas Christiansen permetia a aquest jugador ser seleccionat tant per Dinamarca com per Espanya. Encara que Christiansen va jugar en les categoria inferiors de la selecció danesa, la seva internacionalitat absoluta va arribar amb la selecció espanyola.
Va ser internacional amb Espanya en 2 ocasions, havent marcat un gol. El gener de 1993 el seleccionador espanyol Javier Clemente va sorprendre a tot el món anunciant la convocatòria de Christiansen per va un partit amistós de la selecció absoluta espanyola. Aquesta convocatòria va ser causa d'una important polèmica, ja que en aquell moment Christiansen era un jugador gairebé desconegut de 19 anys que militava en la Segona divisió i que ni tan sols havia debutat en Primera divisió. Christiansen és l'únic jugador que ha arribat a la internacionalitat espanyola absoluta militant en el Futbol Club Barcelona B i un dels pocs que ho ha fet jugant en la Segona divisió.
La convocatòria de Christiansen va obeir a una maniobra de Clemente i de la Federació espanyola, que veient el potencial del jugador, van optar per assegurar-se una futura internacionalitat espanyola del davanter, anticipant-se a la selecció de futbol de Dinamarca en la seva convocatòria. Això es deu a la norma de la FIFA que, en casos de doble nacionalitat, obliga a un jugador a romandre fidel a la selecció amb la qual va debutar en categoria absoluta.
Va debutar a Las Palmas de Gran Canària el 27 de gener de 1993 en l'Espanya 1:1 Mèxic. Va tornar a ser convocat un mes més tard per a jugar un partit classificatori per al Mundial dels Estats Units 1994, que seria el seu segon i últim partit internacional. Va jugar el seu últim partit com a internacional a Sevilla el 24 de febrer de 1993 en l'Espanya 5:0 Lituània. Christiansen va marcar el quart d'aquella golejada, un gol de bella factura que encara és recordat.

## Clubs
| Club                          | lliga     | Any       |
| ----------------------------- | --------- | --------- |
| Futbol Club Barcelona B       | Espanyola | 1991-1993 |
| Real Sporting de Gijón        | Espanyola | 1993      |
| Futbol Club Barcelona B       | Espanyola | 1993      |
| Club Atlético Osasuna         | Espanyola | 1993-1994 |
| Real Racing Club de Santander | Espanyola | 1994-1995 |
| Futbol Club Barcelona B       | Espanyola | 1995-1996 |
| Reial Oviedo                  | Espanyola | 1996-1997 |
| Vila-real Club de Futbol      | Espanyola | 1997-1999 |
| Terrassa FC                   | Espanyola | 1999-2000 |
| Panionios NFC                 | Grega     | 2000      |
| Herfølge Boldklub             | Danesa    | 2000-2001 |
| VfL Bochum                    | Alemanya  | 2001-2003 |
| Hannover 96                   | Alemanya  | 2003-2006 |

## Palmarès
| Títol                       | Club       | País     | Any  |
| --------------------------- | ---------- | -------- | ---- |
| Màxim golejador de la Lliga | VfL Bochum | Alemanya | 2003 |